# Jet Ski Riders
Jet Ski Riders (Japans: ジェットスキー・ライダー), ook wel Wave Rally is een videospel dat werd ontwikkeld door Opus Studio en uitgegeven door Eidos Interactive. Het spel kwam in 2001 uit voor het platform Sony PlayStation 2. Het spel is een jetski racespel. Het spel zou ook uitkomen voor de Xbox maar dit werd geannuleerd. Het spel omvat vijf modi, namelijk: Arcade, Championship, Time Trial, Multiplayer en Freestyle. De speler kan in het spel langs de stranden van Florida, de waters van Nieuw-Zeeland en in de kanalen van Venetië racen.

## Ontvangst
| Beoordeeld door       | Jaar | Score |
| --------------------- | ---- | ----- |
| GamePro (US)          | 2002 | 80%   |
| GameSpy               | 2002 | 74%   |
| 4Players.de           | 2002 | 74%   |
| IGN                   | 2001 | 71%   |
| Jeuxvideo.com         | 2001 | 70%   |
| Gamezilla             | 2002 | 68%   |
| GameSpot              | 2001 | 63%   |
| GameZone              | 2001 | 59%   |
| PlayFrance            | 2003 | 45%   |
| The Video Game Critic | 2003 | 0%    |